# Gare de Valence-Cabanyal
Pour les articles homonymes, voir Gare de Valence.
La gare de Valence-Cabanyal est une gare ferroviaire espagnole de la ligne qui la relie à Tarragone, elle est située dans le quartier de Cabañal-Cañamelar, au niveau de l'intersection de l'Avenida Blasco Ibanez et les rues de la scierie dans la banlieue nord de Valence.
Elle est desservie par les trains des lignes C-5 et C-6 ainsi que des lignes régionales L-6 et L-7

## Situation ferroviaire
La gare est située au point kilométrique 5,4 de la ligne ferroviaire à voie ibérique qui relie Valence à San Vicente Calders, à une altitude de 4,4 mètres.
Elle se trouve à l'intersection de l'avenue de Blasco Ibáñez et la rue de Serrería

## Histoire
L'ancienne gare de Cabañal a été inaugurée le 20 avril 1862, avec l'ouverture du tronçon Valence-Sagunto de la ligne qui devait relier Valence à Tarragone. Les travaux ont été réalisés par la Sociedad de los Ferrocarriles de Almansa a Valencia y Tarragona (AVT) qui, auparavant et sous un autre nom, avait lié Valence à Almansa. En 1889, la mort de José Campo Pérez, le principal promoteur de l'entreprise, entraîne une fusion avec Norte. 
En 1941, après la nationalisation du chemin de fer en Espagne, la gare est gérée par la RENFE récemment créée.
En 1991, l'enfouissement des voies a forcé la fermeture de la gare et la construction d'une nouvelle enceinte située à seulement 150 mètres au nord de celle existante, sous l'intersection de l'avenue Blasco Ibáñez et de la rue Serrería.
Depuis le 31 décembre 2004, Renfe Operadora exploite la ligne tandis qu'Adif est propriétaire des installations ferroviaires.
(article traduit de wikipedia, encyclopedia libre en espagnol)

## Service des voyageurs

### Desserte
Deux lignes régional, Media Distancia Renfe, à destination de Saragosse et Tortosa :
| Ligne | Destination                           | Matériel     |
| ----- | ------------------------------------- | ------------ |
| L-6   | Teruel/Saragosse-Delicias             | 592/TRD      |
| L-7   | Castellón de la Plana/Tortosa-Central | 440R/447/470 |

Cercanias Valence :
| Ligne | Destination                                  | Matériel |
| ----- | -------------------------------------------- | -------- |
|       | Valence-Nord - Sagunto/Caudiel               | 592      |
|       | Valence-Nord - Sagunto/Castellón de la Plana | 440R/447 |